# СВГ-701 Ямал
СВГ-701 «Ямал» — советский тяжелый вездеход, снегоболотоход.

## Общие сведения
Вездеход «Ямал» был спроектирован совместно с канадской фирмой «Формост» в 1980-х годах. «Ямал» был создан для доставки на нефтяные месторождения крупногабаритных и тяжелых грузов, таких как буровые установки, техника, топливо и так далее. Планировалось также, что на его базе в дальнейшем создадут кран грузоподъемностью 140 тонн. Интерес к данному проекту проявляли и военные: доставка баллистических ракет в непроходимую тундру и их запуск оттуда была бы неожиданностью для вероятного противника. В связи с этим «Ямал» должен был брать на борт до 70 тонн полезной нагрузки.
8-цилиндровый двигатель фирмы  «Детройт дизель», который располагался за кабиной, имел мощность 715 л.с. Хорошую маневренность в поворотах столь длинному вездеходу обеспечивали две независимые гусеничные тележки, поворачивающиеся в противофазе. Задняя платформа соединялась с головной платформой при помощи шарнирно-поворотного устройства. 
Кабина водителя, которая располагалась в передней части платформы, была снабжена тройной системой отопления: герметичную и хорошо утепленную кабину можно было прогревать от системы охлаждения двигателя, от автономного отопителя и от жидкостного теплогенератора. Cиденье водителя имело пневматическую подвеску и множество регулировок. 
«Ямал» не имел подвески, поэтому упругость обеспечивали пневматические катки, в количестве четырех штук в каждой тележке. Резинометаллические гусеницы шириной 1,85 метра, обеспечивали малое удельное давление на грунт. 
Вездеход имел лебёдку для погрузки на платформу тяжёлых грузов, вытаскивания из болот застрявшей техники, протаскивания труб через водные преграды и болота, самовытаскивания при возможных застреваниях в тяжёлых грунтовых условиях и т.п.
Запас топлива составлял 2120 литров, что позволяло «Ямалу» преодолевать расстояние в 700 км на одной заправке. Максимальная скорость снегоболотохода - 15 км/ч. 
В 1985 году были построены 2 опытных экземпляра. Планировалось запустить вездеход в серийное производство, однако распад СССР помешал этим планам.

## Технические характеристики
- Длина - 20 м
- Ширина - 4,7 м
- Высота - 4,5 м
- Длина платформы -	12 м
- Радиус поворота -	22 м
- Дорожный просвет -	52 см
- Двигатель - дизельный, V8, 715 л.с.
- Снаряженная масса - 97 тонн
- Максимальная глубина преодолеваемого брода - 2,6 м
- Максимальная скорость - 15 км/ч.